# União Congregacional da Irlanda
A União Congregacional da Irlanda (em inglês Congregational Union of Ireland) é uma denominação protestante de tradição reformada e governo congregacional, presente na Irlanda do Norte e na República da Irlanda. Fundada oficialmente em 1829, é formada por igrejas congregacionais independentes que decidiram cooperar para o avanço do evangelho, a plantação de igrejas e a formação de ministros.

## História
As origens do congregacionalismo na Irlanda remontam ao século XVII, com a presença de puritanos e independentes ingleses e escoceses.
Em 1695, havia relatos de seis congregações independentes na Irlanda. Permaneceram como um grupo relativamente pequeno até o século XIX, período em que movimento cresceu.
Em 1829, a União Congregacional da Irlanda (UCI) foi organizada.
Em 1861 havia 162 membros de igrejas congregacionais em toda a Ilha da Irlanda.
Em 1889, a UCI absorveu, a Sociedade Evangélica Irlandesa, órgão dedicado a atividades missionárias e educacionais.
Em 1901 as igrejas já haviam alcançado 10.000 membros.
Em 2004, a União relatou ter 26 congregações e cerca de 3.100 membros distribuídos entre a Irlanda do Norte e a República da Irlanda. O Censo da República Irlanda, de 2016,  encontrou 68 congregacionais.

## Doutrina e estrutura
A União segue os princípios do Congregacionalismo, reconhecendo a autonomia de cada igreja local em matéria de governo e disciplina, mas incentivando a cooperação mútua. Sua teologia é reformada, com ênfase na autoridade das Escrituras, na soberania de Deus e na salvação pela graça, por meio da fé.
A denominação tem uma declaração de fé simples, baseada na Declaração de Savoy, embora não adore esse documento como confissão de fé oficial.

## Relações intereclesiásticas
A União Congregacional da Irlanda é membro da Fraternidade Mundial Evangélica Congregacional e do Conselho das Igrejas Evangélicas Protestantes. Mantém também relações fraternas com outras denominações reformadas e congregacionais no Reino Unido e na Europa.